# Odin Bryggeriet
Odin Bryggeriet var et bryggeri i Viborg. Det blev grundlagt i 1832 og nedlagt i 1988.
Chresten Olesen etablerede bryggeriet i Store Sct. Mikkels Gade. Ham og hustruen drev det indtil 1847 hvor Chresten døde. Hustruen solgte i 1850 bryggeriet til svigersønnen, Carsten Brodersen. Han stammede oprindeligt fra Slesvig og var netop blev udlært til ølbrygger. Men det bayerske øl han bryggede vakte ikke lokalområdets smag, og han måtte hurtigt forlade bryggeriet igen. Derefter var der kortvarigt forskellige ejere indtil bryggeriets forhus brændte i 1865.
Navnet "Odin" fik bryggeriet af Theodor Lillenskjold, da han fra 1868 overtog ejerskabet af bryggeriet.
I 1977 flyttede bryggeriet ud på et nyt stort areal i den vestlige del af Viborg. Året efter købte Faxe Bryggeri aktierne i Odin Bryggeriet. 5 år senere i 1983 overtog Faxe også Lolland-Falsters Bryghus, og Odin blev et underselskab af dette. Det sidste øl blev brygget i Viborg i 1988. 156 års ølbrygning i Viborg var forbi, og Danmarks ældste bryggeri lukkede.
Blandt de mest solgte ølmærker var Prinsens Bryg, Odin Pilsner og Viborg Pilsner.